# Citânia de Briteiros
La citânia de Briteiros est un site archéologique de l'âge du fer, situé au sommet du mont  São Romão, dans la freguesia de São Salvador de Briteiros, territoire de la ville de Guimarães au Portugal (environ 15 km de distance, le Nord-ouest de cette ville). Considérée comme une fortification de la culture des castros du nord-ouest de la Péninsule Ibérique. 

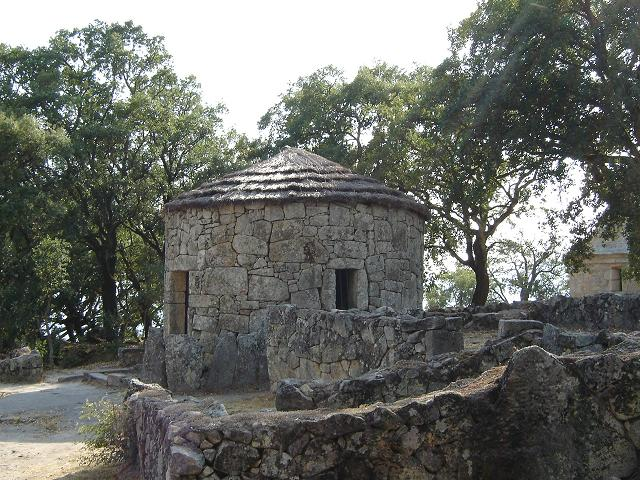
Maison reconstruite de la Citânia de Briteiros

Les ruines ont été des découvertes par l'archéologue Martins Sarmento en 1875. L'influence de la romanisation  est manifeste dès le Ier siècle av. J.-C. sur de nombreux vestiges, les inscriptions latines, monnaies de l'empire romain, fragments de céramique importée (monde de la céramique sigillée), verrerie, etc. La culture des castros se révèle par la disposition topographique du peuplement, dans le plan des murs, dans la forme circulaire des maisons, dans le processus de construction et dans le décor avec les motifs géométriques.
La Citânia de Briteiros bénéficie de la protection de monument national portugais, le classement date de 1910.

## Description

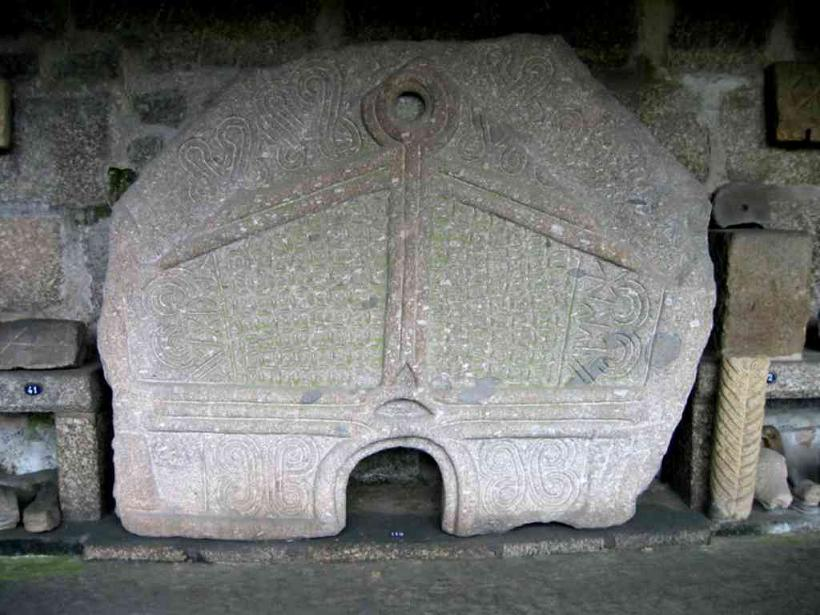
Pierre monolithique, pedra formosa, à l'intérieur de la Citânia de Briteiros.

Les remparts mesurent 2,5 × 5 m de hauteur.